# Mi Bici Tu Bici

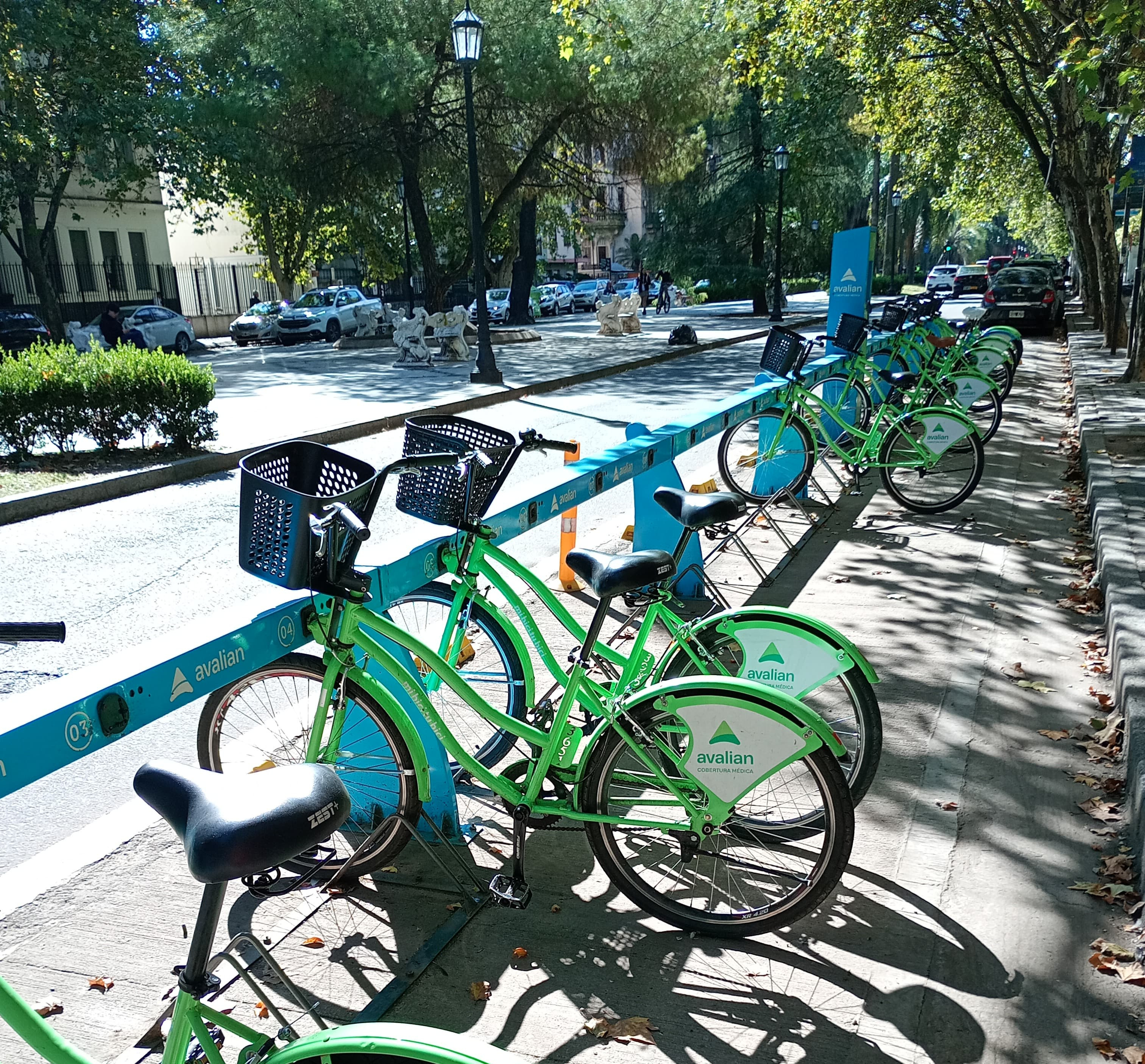
Estación de Mi Bici Tu Bici en bulevar Oroño.

Mi Bici Tu Bici es un servicio de transporte público que opera con un sistema automatizado de bicicletas compartidas y que funciona en la ciudad de Rosario, Argentina, gestionado por la Municipalidad a través de la Empresa Movi Rosario. Está disponible las 24 horas todos los días del año y se utiliza con un sistema de inscripción gratuita y abonos diarios, mensuales o anuales.
El sistema busca "introducir la bicicleta en el sistema de transporte público" de la ciudad, "promover hábitos saludables", "reducir la congestión vehicular", "incentivar el cuidado del ambiente" y "promover la humanización del entorno urbano".
En algunos días específicos el sistema es de uso gratuito y solamente requiere estar previamente registrado.
En abril de 2025 había más de 136.000 usuarios inscriptos en el sistema.

## Estaciones
Las estaciones funcionan con paneles de energía solar y están distribuidas en distintos puntos de la ciudad de Rosario, cada una con varios puntos de anclaje para bicicletas. Hasta 2025 había un total de 89 estaciones.

## Bicicletas
En 2025 el sistema contaba con 640 bicicletas. En su mayoría son bicicletas simples rodado de 26 pulgadas, y también hay bicicletas tándem para dos personas, bicicletas con sillitas para transportar niños y bicicletas infantiles rodado 16 con ruedas de apoyo (únicamente disponibles en la estación 77-Monumento Nacional a la Bandera).

## Historia
La etapa de prueba del sistema comenzó el 29 de marzo de 2015 con dos estaciones, 20 bicicletas y 200 usuarios habilitados, con lo que se convirtió en el primer sistema automatizado de alquiler de bicicletas públicas del país.
Mi Bici Tu Bici se inauguró formalmente el 1 de diciembre de 2015 con 18 estaciones y 480 bicicletas (de las cuales 200 quedaron como reserva). Ese día se registraron 150 viajes. El uso fue gratuito hasta el 1 de abril, cuando se implementó como medio de pago la tarjeta recargable MOVI (que ya se utilizaba para abonar el colectivo urbano).
A un año de su inauguración, el sistema contaba con 20.000 inscriptos que habían realizado más de 300.000 viajes.
En julio de 2017 se agregaron otras cinco estaciones, para alcanzar un total de 23. También se ampliaron los métodos de pago a la aplicación digital y la página web, por intermedio de tarjetas de crédito o débito, billeteras virtuales o dinero en efectivo, además de la tarjeta MOVI.
A partir de enero de 2020, cuando el sistema ya contaba con 52 estaciones, más de 66 mil usuarios registrados y más de 2.300.000 viajes desde su puesta en funcionamiento, se extendió el tiempo de uso de las bicicletas de 30 a 60 minutos.
En noviembre de 2022 se incorporó el sistema BiciCargo, con bicicletas de doble canasto para facilitar el transporte de mercadería, pero el período de prueba terminó en octubre de 2023, las bicicletas se retiraron de circulación y el sistema no volvió a reactivarse.
Desde el 22 de septiembre de 2024 la compra de abonos para utilizar Mi Bici Tu Bici empezó a realizarse solamente a través de la aplicación o la página web, con lo que se dejó de usar la tarjeta MOVI (que quedaba así sin utilidad, ya que previamente se había reemplazado en el transporte urbano por la tarjeta SUBE).
El 19 de abril de 2025 se inauguró la estación número 89 del sistema, ya con casi 140.000 usuarios registrados y aproximadamente 7,7 millones de viajes desde el inicio de las operaciones.

## Funcionamiento
El sistema requiere una inscripción gratuita como Usuario o Turista, que se realiza en línea a través de una página web o una aplicación para dispositivos móviles.
Una vez que el sistema confirma el alta se debe contratar un abono pago diario, mensual o anual, que también se gestiona mediante la aplicación o el sitio web. El sistema opera con tarjetas de crédito o débito, billeteras virtuales o dinero en efectivo, generando un código para abonar en un Rapipago o Pago Fácil. La modalidad Turista solamente permite el pago con tarjeta de crédito.

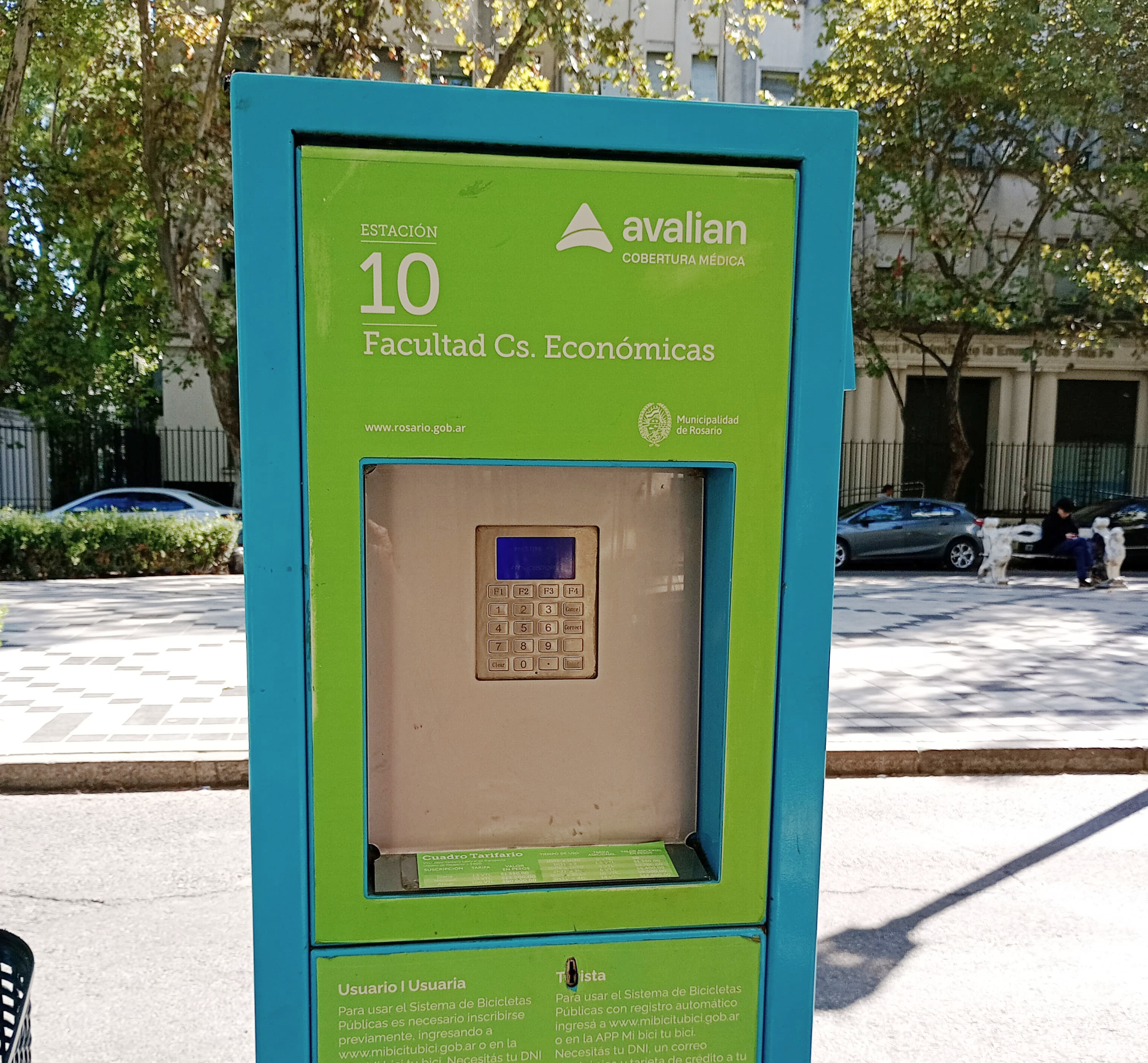
Panel electrónico (tótem) de una estación.

Luego hay que dirigirse a una estación con disponibilidad de bicicletas y en el panel electrónico (denominado tótem en el sistema) presionar el botón F1 (en el caso de haberse inscripto como Turista el botón que se utiliza es el F2) e ingresar los datos personales y el número de bicicleta elegida, que se destrabará del anclaje para su uso.
Cualquiera de los tres abonos permiten el uso de una bicicleta durante 60 minutos (con 30 minutos adicionales sin cargo), y a partir del minuto 91 se implementarán multas. La bicicleta se debe devolver en cualquier estación del sistema trabándola en un anclaje libre.
El abono diario permite repetir el procedimiento (retirar una bicicleta y devolverla dentro de los 90 minutos de uso) sin cargo extra durante 24 horas corridas a partir del momento en que se desbloquea la bicicleta, con el abono mensual se puede hacer a lo largo de 30 días corridos y con el anual durante 365 días corridos. El tiempo de uso del abono empieza a contabilizarse desde que se realiza el pago.
La aplicación y el sitio web oficial también permiten consultar en tiempo real la disponibilidad de bicicletas y anclajes, y reportar averías y problemas con el servicio.

## Tarifas
Las suscripción diaria tiene un costo de 1,5 VTL (Valor Tarifario Laboral, equivalente al precio de un boleto de transporte urbano para pasajeros de uso frecuente), la mensual es de 15 VTL y la anual de 100 VTL. La penalización por exceder el tiempo de uso es de 1,5 VTL al usar la bicicleta entre 91 y 120 minutos, aumentando en forma progresiva a razón del tiempo excedido.

## Gestión
El mantenimiento de las bicicletas, la logística y el monitoreo del sistema está a cargo de una empresa dirigida por la Municipalidad de Rosario, Empresa Movi Rosario S.A.U., que comenzó a operar en 2019 con la fusión de las empresas Semtur y Mixta, y que brinda "servicios de movilidad sostenible" para la ciudad.